# Nepenthes nigra
Nepenthes nigra este o specie de plante carnivore din genul Nepenthes, familia Nepenthaceae, ordinul Caryophyllales, descrisă de Nerz, Wistuba, Chi. C. Lee, Bourke, U. Zimm. și S. Mcpherson. Conform Catalogue of Life specia Nepenthes nigra nu are subspecii cunoscute.

## Galerie de imagini

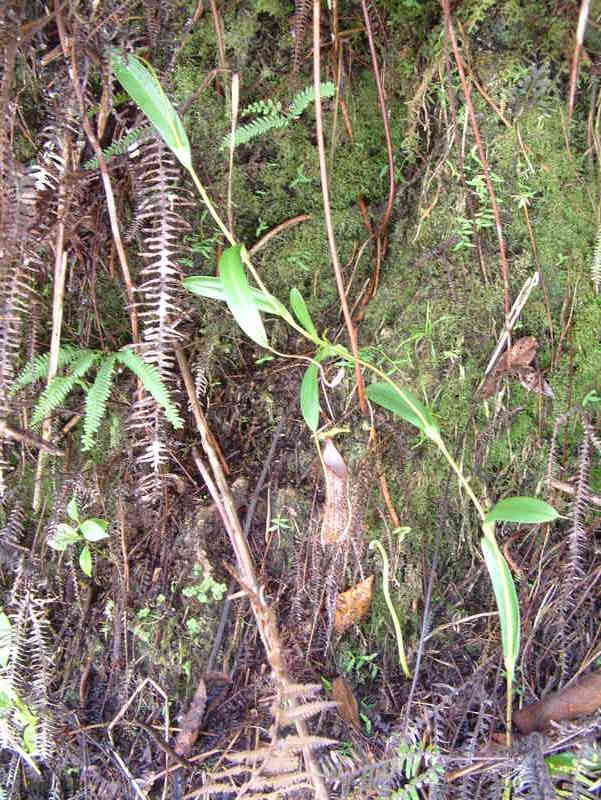
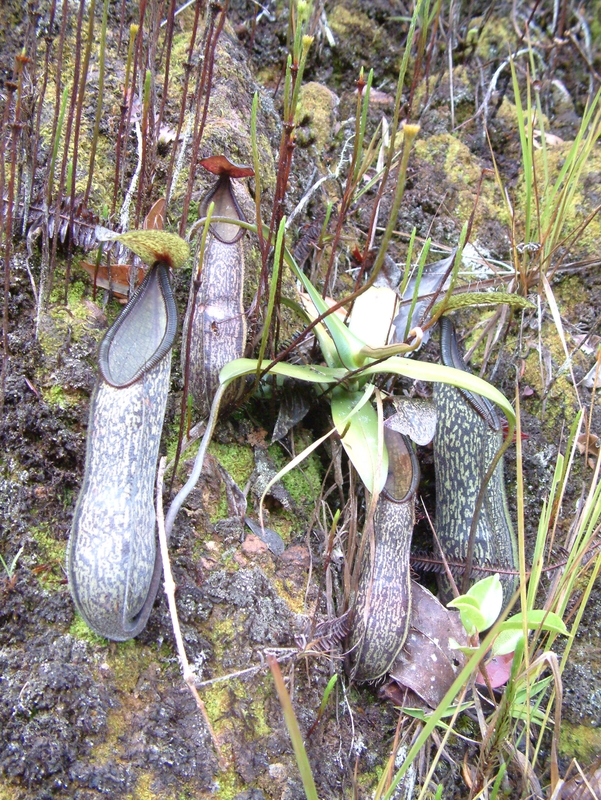
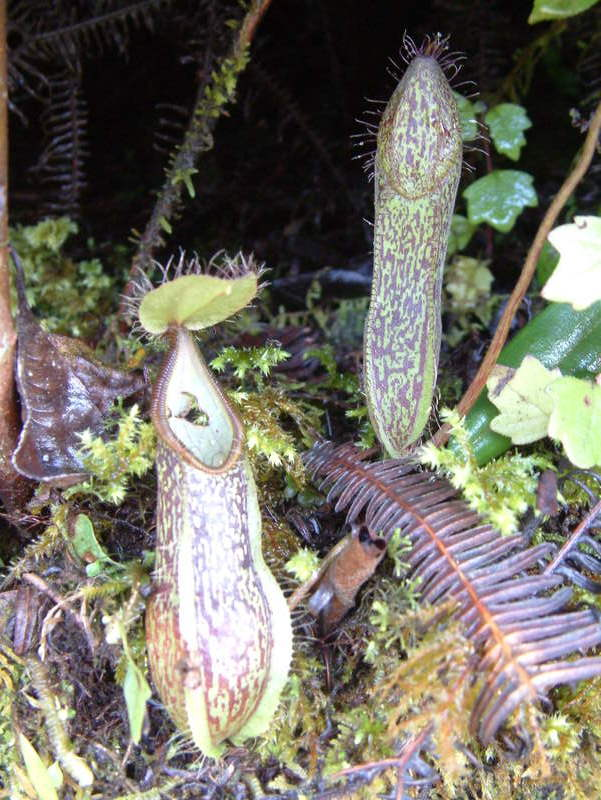
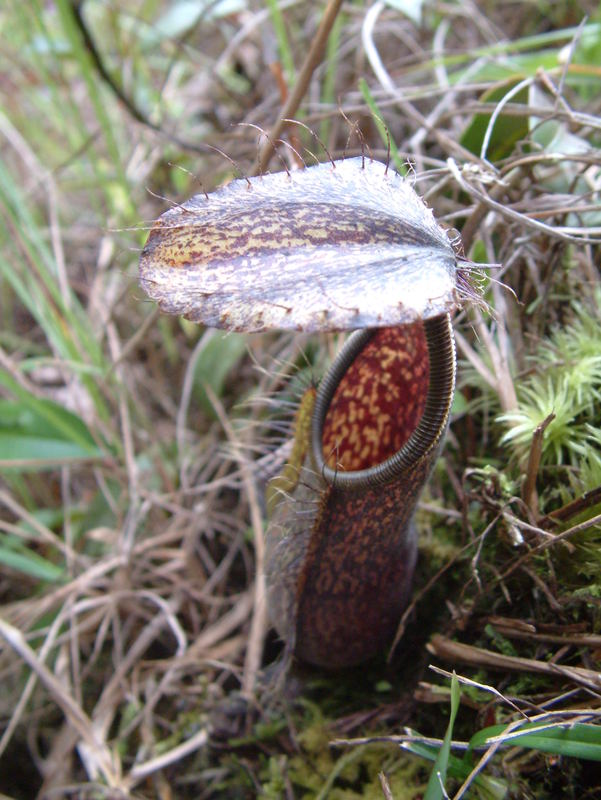
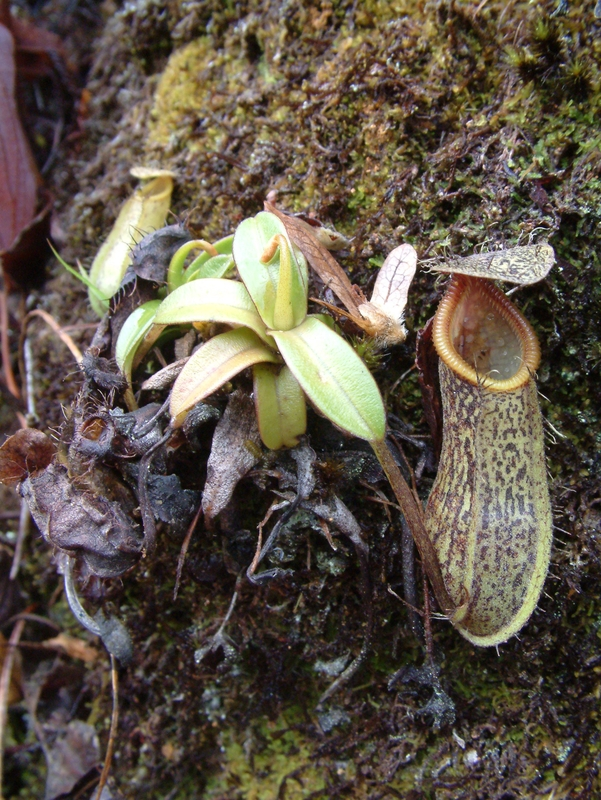
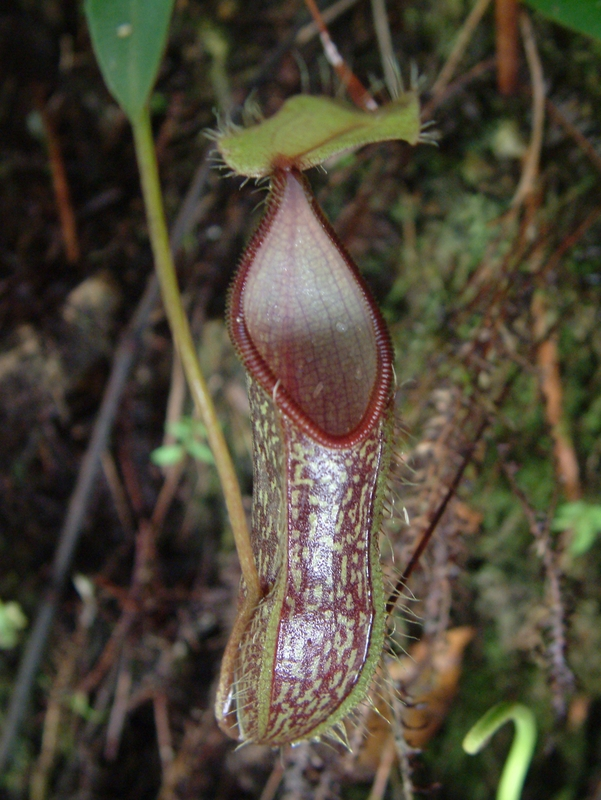